# Вихе
Вихе (њем. Wiehe) град је у њемачкој савезној држави Тирингија. Једно је од 50 општинских средишта округа Кифхојзер. Према процјени из 2010. у граду је живјело 2.103 становника. Посједује регионалну шифру (AGS) 16065081.

## Географски и демографски подаци
Вихе се налази у савезној држави Тирингија у округу Кифхојзер. Град се налази на надморској висини од 140 метара. Површина општине износи 24,4 km². У самом граду је, према процјени из 2010. године, живјело 2.103 становника. Просјечна густина становништва износи 86 становника/km².

## Међународна сарадња
| Мјесто | Држава    | Врста сарадње | Од    |
| ------ | --------- | ------------- | ----- |
|        | Француска | контакт       | 2000. |
| Извор  |           |               |       |